# Lista de episódios de The Originals
Esta é uma lista de episódios de The Originals, série de televisão sobrenatural americana criada por Julie Plec para o canal CW. É um spin-off de The Vampire Diaries, e faz uso de certos personagens e elementos da história da série de livros do mesmo nome.
A série é ambientada em Nova Orleans, cidade em que os vampiros originais da família Mikaelson ajudaram a construir, sobre tudo no famoso bairro do French Quarter. O plot inicial teve como foco principalmente nos irmãos Klaus Mikaelson (interpretado por Joseph Morgan), Elijah Mikaelson  (interpretado por Daniel Gillies) e Rebekah Mikaelson (interpretada por Claire Holt) tendo ciência da gravidez da lobisomem Hayley Marshall (interpretada por Phoebe Tonkin), que esperava um filho de Klaus. Tendo fugido da cidade há muitos anos, os irmãos retornam à Nova Orleans para encontrar com Marcellus "Marcel" Gerard (interpretado por Charles Michael Davis), um vampiro protegido de Klaus e líder da cidade. A família decide retomar o poder. O show também gira em torno da relação entre eles e outros seres sobrenaturais.
Seu episódio de estreia foi em 25 de abril de 2013 no episódio vinte da quarta temporada de "The Vampire Diaries". A série própria de "The Originals" ganhou um novo episódio piloto em 3 de outubro de 2013 nos EUA, iniciando oficialmente a sua 1.ª temporada. A 2ª temporada estreou em 6 de outubro de 2014. The Originals foi renovada para uma 3.ª temporada que estreou em 8 de setembro de 2015 nos EUA.
Em 11 de março de 2016, a rede de televisão The CW renovou a série para uma 4.ª temporada composta de 13 episódios e definindo a estreia para 17 de março de 2017.
Foi anunciado oficialmente que a 5.ª temporada da série seria a quinta e última, também sendo composta por 13 episódios inéditos, e teve estreia no dia 18 de abril de 2018 nos EUA.

## Episódios
| Temporada | Temporada | Episódios | Exibição original    | Exibição original   | Exibição nacional      | Exibição nacional    |
| Temporada | Temporada | Episódios | Estreia da temporada | Final da temporada  | Estreia da temporada   | Final da temporada   |
| --------- | --------- | --------- | -------------------- | ------------------- | ---------------------- | -------------------- |
|           | 1         | 22        | 3 de outubro de 2013 | 13 de maio de 2014  | 17 de março de 2014    | 11 de agosto de 2014 |
|           | 2         | 22        | 6 de outubro de 2014 | 11 de maio de 2015  | 10 de novembro de 2014 | 22 de junho de 2015  |
|           | 3         | 22        | 8 de outubro de 2015 | 20 de maio de 2016  | 26 de outubro de 2015  | 6 de junho de 2016   |
|           | 4         | 13        | 17 de março de 2017  | 23 de junho de 2017 | 19 de junho de 2020    | 19 de junho de 2020  |
|           | 5         | 13        | 18 de abril de 2018  | 1 de agosto de 2018 | 19 de junho de 2020    | 19 de junho de 2020  |

### Primeira  Temporada
| Nº do episódio (Série) | Nº do episódio (Temporada) | Título original Título nacional                              | Direção          | Roteiro                                 | Exibição original Exibição nacional         | Audiência nos E.U.A. (Em milhões) |
| --- | -------------------------- | ------------------------------------------------------------ | ---------------- | --------------------------------------- | ------------------------------------------- | --------------------------------- |
| 1 | 1                          | "Always And Forever" Sempre & Para Sempre"                   | Chris Grismer    | Michael Narducci & Julie Plec           | 3 de outubro de 2013 17 de março de 2014    | 2.21                              |
| Klaus Mikaelson, o híbrido vampiro/lobisomem original retorna ao bairro sobrenatural que é o French Quarter de Nova Orleans – a cidade que sua família ajudou a construir 300 anos antes. Determinado a ajudar seu irmão, Elijah deixa sua irmã Rebekah para trás e segue Klaus. Elijah descobre que a linda e rebelde lobisomem Hayley – que teve um caso com Klaus uma vez – caiu nas mãos de uma bruxa poderosa chamada Sophie Deveraux. Quando Sophie revela algo que mudará a vida de todos para sempre, Elijah percebe essa pode ser uma segunda chance de humanidade e redenção para a família original. Klaus, no entanto, está mais intrigado com a sua recente reunião inesperada com o seu protegido Marcel, um vampiro carismático, porém diabólico que tem total controle sob os habitantes sobrenaturais de Nova Orleans. Klaus jura recuperar tudo que já foi seu – o poder, a cidade e sua família. |                            |                                                              |                  |                                         |                                             |                                   |
| 2 | 2                          | "House Of The Rising Son" Casa Do Filho Crescente"           | Brad Turner      | Diane Ademu-John & Declan de Barra      | 8 de outubro de 2013 24 de março de 2014    | 1.92                              |
| Quando Rebekah chega à New Orleans por causa da insistência do seu irmão Elijah, ela conhece Hayley, que a conta algumas novidades inesperadas. Preocupada que o seu irmão não seja capaz de fazer nada de bom, Rebekah procura ajuda de uma Sophie relutante. Em uma atitude de desespero, Hayley se dispõe a tomar conta do assunto sozinha, mas as coisas tomam um rumo perigoso. Determinado a descobrir a arma secreta de Marcel, Klaus fica um passo a frente e executa seu plano. Enquanto isso, depois de um desentendimento com Marcel, Rebekah lembra de toda raiva e decepção que Klaus a causou todos esses anos. Finalmente, Marcel inclui a ajuda de Davina em seu plano perigoso. |                            |                                                              |                  |                                         |                                             |                                   |
| 3 | 3                          | "Tangled Up In Blue" Enroscado Em Azul"                      | Chris Grismer    | Ashley Lyle & Bart Nickerson            | 15 de outubro de 2013 31 de março de 2014   | 2.22                              |
| Depois de descobrir notícias interessantes sobre alguém do círculo fechado de Marcel, Klaus e Rebekah se juntam na tentativa de destruir o império do Marcel, apesar da preocupação do Elijah. Eles se alistam para ajudar Sophie, que está relutante em se envolver por medo da ira da arma secreta de Marcel: Davina. Rebekah convida, escondido, Cami para uma grande festa de vampiros organizada pelo Marcel, tentando incomodar o Marcel. Em outro lugar, Hayley descobre da bruxa Sabine (convidada especial Shannon Kane) que as criaturas sobrenaturais de Nova Orleans estão reagindo à possível existência de um bebê híbrido. |                            |                                                              |                  |                                         |                                             |                                   |
| 4 | 4                          | "Girl In New Orleans" Garota Em Nova Orleans"                | Jesse Warn       | Michelle Paradise & Michael Narducci    | 22 de outubro de 2013 7 de abril de 2014    | 2.23                              |
| Com o festival anual de música Dauphine Street acontecendo, Davina, desesperada para sair à noite, convence Marcel a deixá-la participar. Marcel concorda, mas pede que Cami mantenha os olhos em Davina. Agnes (atriz convidada Karen Kaia Livers) convence Hayley a visitar um médico misterioso, com quem ela faz uma descoberta chocante. Enquanto isso, Klaus tem um interesse especial por Cami, que revela algumas informações alarmantes sobre seu passado, e Rebekah está em uma determinada a descobrir tudo sobre mistério de um recente encontro envolvendo Elijah. |                            |                                                              |                  |                                         |                                             |                                   |
| 5 | 5                          | "Sinners And Saints" Pecadores & Santos"                     | Chris Grismer    | Marguerite MacIntyre & Julie Plec       | 29 de outubro de 2013 14 de abril de 2014   | 2.05                              |
| Enfurecido pelos recentes acontecimentos envolvendo a segurança do seu filho ainda não nascido, Klaus exige respostas de Sophie, acreditando que ela esteja envolvida. Sophie revela à Klaus e Rebekah um segredo problemático de seu passado. Enquanto isso, Marcel pede para Klaus acompanhá-lo ao pântano, depois que restos mortais são descobertos, porém Rebekah, Sophie e Hayley iniciam uma missão só delas. Davina confidencia a um inesperado aliado e revela chocantes informações sobre bruxas, levando a uma revelação perturbadora. |                            |                                                              |                  |                                         |                                             |                                   |
| 6 | 6                          | "Fruit of the Poisoned Tree" Fruto Da Árvore Envenenada"     | Michael Allowitz | Charlie Charbonneau & Diane Ademu-John  | 5 de novembro de 2013 21 de abril de 2014   | 2.03                              |
| Quando Klaus descobre que a vida de Hayley está ameaçada, ele vai aos extremos para protegê-la e também a sua bebê. Tendo dificuldade de lidar com acontecimentos trágicos do seu passado, Cami vai até o Padre Kieran em busca de orientação. Se sentindo como se não pudesse confiar em ninguém, Marcel visita um velho amigo em busca de conselhos, enquanto Davina tenta apreder como controlar sua magia. Finalmente, Klaus revela algumas novidades surpreendentes ao Padre Kieran. |                            |                                                              |                  |                                         |                                             |                                   |
| 7 | 7                          | "Bloodletting" Sangria"                                      | Jeffrey Hunt     | Michael Russo & Michael Narducci        | 12 de novembro de 2013 28 de abril de 2014  | 2.3                               |
| Quando alguém do passado de Hayley faz uma revelação surpreendente, ela fica preocupada por si mesma e pelo bebê. Já a tensão entre Klaus e Elijah aumenta e, mais tarde, os irmãos pedem a ajuda de Sabine para localizar Hayley, que está desaparecida. Após fazer uma viagem ao bayou, Klaus compartilha um encontro surpreendente e perigoso com um visitante inesperado. Enquanto isso, Davina faz uma conexão surpreendente, ao mesmo tempo em que Marcel faz uma oferta tentadora para Rebekah, o que a deixa dividida”. |                            |                                                              |                  |                                         |                                             |                                   |
| 8 | 8                          | "The River In Reverse" O Rio Em Reverso"                     | Jesse Warn       | Declan De Barra & Julie Plec            | 26 de novembro de 2013 5 de maio de 2014    | 2.35                              |
| Rebekah, encarando uma decisão difícil, procura o Padre Kieran para pedir ajuda. Elijah luta com as consequências de um recente desentendimento com Klaus. Hayley fica ao seu lado, mas logo é atraída por uma figura misteriosa que que traz à tona coisas sobre seu passado. Enquanto isso, Cami se esforça para entender uma mensagem que ela encontra. Finalmente, quando Marcel descobre algumas informações perturbadoras envolvendo Klaus, um confronto termina com uma reviravolta surpreendente. |                            |                                                              |                  |                                         |                                             |                                   |
| 9 | 9                          | "Reigning Pain In New Orleans" Reinando Dor Em Nova Orleans" | Joshua Butler    | Ashley Lyle & Bart Nickerson            | 3 de dezembro de 2013 12 de maio de 2014    | 2.4                               |
| Marcel, profundamente em conflito com os recentes acontecimentos, é surpreendido quando Klaus se abre com ele sobre algumas de suas indiscrições do passado. Cami tenta achar sentido em algumas mensagens criptografadas que encontra e fica perturbada quando encontra alguma introspecção sobre o passado de Klaus. Enquanto isso, em uma reviravolta surpreendente dos eventos, a facção de humanos decide resolver os problemas com as próprias mãos resultando em um confronto violento. Em outro lugar, quando Hayley desvenda um plano que irá prejudicar os lobisomens de sua alcateia, ela vira-se para Elijah e Rebekah em busca de ajuda. Depois de irem para a floresta, eles encontram uma lobisomem chamada Eve que possui informações que os levarão à uma chocante descoberta. |                            |                                                              |                  |                                         |                                             |                                   |
| 10 | 10                         | "The Casket Girls" As Garotas Caixão"                        | Jesse Warn       | Charlie Charbonneau & Michelle Paradise | 14 de janeiro de 2014 19 de maio de 2014    | 1.9                               |
| Enquanto o French Quarter se prepara para a celebração anual do Festival Casket Girls, Cami sofre enquanto Davina a liberta da compulsão mental de Klaus. Elijah e Marcel formam uma aliança improvável enquanto Klaus planeja conseguir Davina de volta. Quando o desaparecimento de Davina se torna público, Sophie começa uma caçada para encontrá-la. Enquanto isso, Hayley é forçada a tomar uma difícil decisão após receber um telefonema inesperado, e Rebekah estabelece seu próprio plano quando pede ajuda de alguém do passado de Marcel. |                            |                                                              |                  |                                         |                                             |                                   |
| 11 | 11                         | "Après Moi, Le Déluge" Depois De Mim, O Dilúvio"             | Leslie Libman    | Marguerite MacIntyre & Diane Ademu-John | 21 de janeiro de 2014 26 de maio de 2014    | 2.5                               |
| Quando Davina se torna violentamente doente e as repercussões começam a afetar todo o Bairro Francês, Marcel, Klaus, Elijah e Rebekah correm para saber o que está acontecendo. Sophie aborda os outros com informações surpreendentes sobre o ritual da Colheita e apresenta um plano drástico para salvar Davina. Em outro lugar, Hayley está cheia de culpa quando Elijah descobre que ela tem um papel no plano de Sophie. Por último, uma sequência de eventos imprevistos lançam uma onda de choque por todo o Bairro Francês |                            |                                                              |                  |                                         |                                             |                                   |
| 12 | 12                         | "Dance Back From The Grave" Dançar De Volta Ao Túmulo"       | Rob Hardy        | Michael Narducci & Michael Russo        | 28 de janeiro de 2014 2 de junho de 2014    | 2.32                              |
| Marcel, ainda irritado com os acontecimentos recentes, se recusa a ajudar Klaus quando uma macabra descoberta é feita no Cauldron. Rebekah fica em alerta quando ela descobre restos de um sacrifício em baixo das docas e imediatamente percebe que é um trabalho de um perigoso bruxo de seu passado. Enquanto isso, quando Elijah recebe alguma informação de que Rebekah pode estar em perigo, ele e Hayley partem para encontra-la. No Rosseau, Cami conforta Marcel, que se abre e compartilha alguns detalhes de seu passado com ela, mas as coisas saem rapidamente do controle quando um inesperado visitante aparece. Finalmente, um confronto violento quando Klaus se depara com uma força muito poderosa com uma vantagem incomparável sobre ele. |                            |                                                              |                  |                                         |                                             |                                   |
| 13 | 13                         | "Crescent City" Cidade Crescente"                            | Chris Grismer    | Julie Plec & Michael Narducci           | 4 de fevereiro de 2014 9 de junho de 2014   | 2.10                              |
| Na reabertura da Igreja de St. Anne’s, o padre Kieran encontra uma grande quantidade de problemas depois de um encontro com uma bruxa de seu passado. Marcel e Rebekah começam a se preocupar quando o ressurgimento de alguém que eles conheciam ameaça expor segredos que eles mantiveram enterrados por quase um século. Em outros lugares, Sophie fica chocada quando uma descoberta é feita no cemitério, mas ela logo percebe que as coisas podem não ser o que parecem. Com a lua cheia se aproximando, Hayley permite Rebekah em em seu plano para dar uma festa para seu clã de lobisomens, mas as coisas tomam um rumo perigoso quando não convidados chegam. Enquanto isso, Cami (Leah Pipes) está em conflito quando ela toma uma decisão difícil que envolve a segurança do padre Kieran, e Elijah (Daniel Gillies) se vê diante de seu próprio dilema quando tem que escolher entre Hayley e seus irmãos. Finalmente, quando um de seus planos falham, Klaus (Joseph Morgan) toma medidas drásticas no Caldeirão, resultando em repercussões perigosas que afetam todos os envolvidos. |                            |                                                              |                  |                                         |                                             |                                   |
| 14 | 14                         | "Long Way Back From Hell" Longo Caminho De Volta Do Inferno" | Matt Hastings    | Ashley Lyle & Bart Nickerson            | 25 de fevereiro de 2014 16 de junho de 2014 | 1.83                              |
| Quando Rebekah descobre que está presa em um sanatório onde ela trabalhou em 1919, ela percebe que a bruxa chamada Genevieve está de volta em busca de vingança e de revelar segredos obscuros que destruiriam a vampira caso fossem expostos. Um distraído Elijah se volta para Marcel e Hayley a procura de ajuda quando uma de suas decisões colocou a vida de Klaus e Rebekah em perigo. Com o tempo trabalhando contra eles, Marcel percebe que possui informações valiosas que podem levá-los ao cativeiro, mas revelar tais informações pode resultar em consequências mortais. |                            |                                                              |                  |                                         |                                             |                                   |
| 15 | 15                         | "Le Grand Guignol" O Grande Chifre"                          | Chris Grismer    | Declan de Barra & Diane Ademu-John      | 4 de março de 2014 23 de junho de 2014      | 1.80                              |
| Em uma série de flashbacks de 1919, Klaus se abre para Cami e revela detalhes do segredo devastador de Rebekah e Marcel estavam tentando manter dele. Elijah forma uma aliança improvável com Monique e pede sua ajuda na localização de Sabine. Em outro lugar, Thierry está relutante em se envolver, quando Marcel e Rebekah abordam-no com um plano para derrubar as bruxas. Enquanto isso, Hayley se mantém refém de Sabine na tentativa de obter informações que irão inverter a maldição sobre o seu clã de lobisomens. |                            |                                                              |                  |                                         |                                             |                                   |
| 16 | 16                         | "Farewell To Storyville" Adeus À Storyville"                 | Jesse Warn       | Michael Narducci                        | 11 de março de 2014 30 de junho de 2014     | 1.73                              |
| Apesar da raiva de Klaus, Elijah está determinado a proteger Rebekah enquanto os três estiverem presos no cemitério da cidade dos mortos por causa de um feitiço de uma bruxa. Klaus e Rebekah trocam acusações amargas até que Elijah revela um grande segredo do passado da família, que estava guardado. Enquanto isso, Marcel corre contra o tempo para libertar Rebekah e, como última opção, é forçado a fazer um acordo com Genevieve. Finalmente Rebekah e Hayley se aproximam ainda mais devido à preocupação das duas pelo bebê ainda não nascido. |                            |                                                              |                  |                                         |                                             |                                   |
| 17 | 17                         | "Moon Over Bourbon Street" Lua Sobre A Rua Bourbon"          | Michael Robinson | Michelle Paradise & Christopher Hollier | 18 de março de 2014 7 de julho de 2014      | 1.53                              |
| Após acusar Klaus de fazer nada enquanto manteve o controle das ruínas do Quarter, Elijah toma uma decisão de resolver tudo com suas próprias mãos. Ele recebe uma oferta intrigante de apoio vinda de Francesca, uma linda mulher de uma família poderosa de Nova Orleans. Em uma tentativa de manter as facções antagônicas juntas, os Mikaelson organizam uma festa extravagante na qual Klaus oferece a Jackson um acordo tentador, Elijah e Hayley compartilham uma dança e uma luta violenta termina de forma surpreendente. Finalmente, mesmo como Marcel trabalhando em um novo caminho para o poder, ele continua a ajudar Cami a lidar com a tragédia de Kieran. |                            |                                                              |                  |                                         |                                             |                                   |
| 18 | 18                         | "The Big Uneasy" O Grande Inquieto"                          | Leslie Libman    | Marguerite MacIntyre e Michael Russo    | 15 de abril de 2014 14 de julho de 2014     | 1.52                              |
| Genevieve pede permissão de Elijah para que seu clã possa celebrar publicamente um dia de festa tradicional, onde os membros da comunidade oferecem os presentes às bruxas em troca de bênçãos. Monique e Genevieve discordam sobre o que os antepassados querem, e Genevieve revela seu plano para construir o poder bruxas. Quando Elijah concentra sua atenção em restaurar o seu lar à sua antiga glória, Klaus acusa-o de fazer isso apenas para impressionar Hayley. Em seguida, Klaus estabelece um novo plano, encontrando Cary (ator convidado Jesse Boyd), um lobisomem de sua própria linhagem, que ele envia para encontrar um pedaço da história da família desaparecida. Marcel deixa Thierry em seu novo plano para reconstruir o seu poder, mas Diego tem suas próprias idéias sobre o futuro. Na Festa das Bênçãos, Monique e Genevieve tentam usar a cerimônia de ensinar Davina como uma lição, mas Klaus intervém e dá a Davina um presente surpreendentemente importante. Enquanto Hayley luta para decidir até onde vai sua lealdade, a cerimônia explode em violência.        |                            |                                                              |                  |                                         |                                             |                                   |
| 19 | 19                         | "An Unblinking Death" Uma Morte Impassível"                  | Kellie Cyrus     | Ashley Lyle & Bart Nickerson            | 22 de abril de 2014 21 de julho de 2014     | 1.50                              |
| Desesperada para ajudar Kieran, Cami insiste em um tratamento não tão convencional, mas suas boas intenções levam o padre a um episódio violento. Depois de Klaus e Elijah se desentenderem sobre a melhor maneira de lidar com os lobisomens do Clã da Lua Crescente, Elijah vai para o bayou onde testemunha uma terrível explosão que apenas contribui para o ódio e a desconfiança entre as comunidades. Enquanto Jackson e Elijah trabalham para salvar os feridos, Hayley descobre um pedaço surpreendente de sua história familiar a partir de Marcel |                            |                                                              |                  |                                         |                                             |                                   |
| 20 | 20                         | "A Closer Walk With Thee" Um Andar Mais Próximo De Ti"       | Sylvain White    | Carina MacKenzie & Julie Plec           | 29 de abril de 2014 28 de julho de 2014     | 1.77                              |
| Hayley e seu bebê enfrentam um inimigo surpreendente durante a vigília de comemoração de um membro caído da comunidade. A fim de salvar Hayley, Klaus e Elijah recorrem à Genevieve que luta para manter o controle sobre Davina e as outras jovens bruxas. Cami diz a Marcel que Francesca está determinada a encontrar uma misteriosa chave que pode desbloquear um segredo de família. Enquanto isso, Klaus sofre com pesadelos de seu pai Mikael, e é forçado a examinar seu relacionamento conturbado com seu próprio filho adotivo, Marcel |                            |                                                              |                  |                                         |                                             |                                   |
| 21 | 21                         | "The Battle Of New Orleans" A Batalha De Nova Orleans"       | Jeffrey Hunt     | Michael Narducci & Charlie Charbonneau  | 6 de maio de 2014 4 de agosto de 2014       | 1.44                              |
| Klaus e Elijah aprovam um plano para conseguir as pedras sagradas que Genevieve precisa a fim de mudar para sempre o destino de Hayley e de toda a comunidade lobisomem. Percebendo que o plano de Klaus irá trazer a extinção dos vampiros do French Quarter, Marcel levanta um exército determinado a derrubar os Mikaelsons e recuperar o poder da cidade. Davina pede que Josh deixe New Orleans porque ela será forçada a fazer uma escolha fatal que mudará o curso da guerra. Enquanto isso, Francesca ameaça Cami que decifrará um código capaz de revelar algo surpreendente sobre todas as facções da cidade. |                            |                                                              |                  |                                         |                                             |                                   |
| 22 | 22                         | "From A Cradle To A Grave" Do Berço Para A Sepultura"        | Matt Hastings    | Diane Ademu-John                        | 13 de maio de 2014 11 de agosto de 2014     | 1.76                              |
| Com o nascimento da bebê se aproximando, Klaus e Elijah embarcam em uma busca por Hayley enquanto ela está determinada a fazer qualquer coisa para manter sua filha à salvo e longe das bruxas. Francesca se encontra com Jackson e Oliver para determinar o futuro dos lobisomens de New Orleans. Com resultado de um surpreendente ataque de Marcel e seu exército de vampiros na mansão Mikaelson, Davina e Cami juntam forças para derrubar Klaus. Finalmente, em um gesto desesperado para proteger a coisa mais importante na vida dele, Klaus faz toma uma decisão de cortar o coração. |                            |                                                              |                  |                                         |                                             |                                   |

### Segunda Temporada
| Nº do episódio (Série) | Nº do episódio (Temporada) | Título original Título nacional                           | Direção             | Roteiro                                     | Exibição original Exibição nacional         | Audiência nos E.U.A. (Em milhões) |
| --- | -------------------------- | --------------------------------------------------------- | ------------------- | ------------------------------------------- | ------------------------------------------- | --------------------------------- |
| 23 | 1                          | "Rebirth" Renascimento"                                   | Lance Anderson      | Marguerite MacIntyre & Julie Plec           | 6 de outubro de 2014 10 de novembro de 2014 | 1,35                              |
| Após meses de exílio na mansão, Klaus recruta a ajuda de Elijah e Marcel em um plano de vingança contra os lobisomens do clã Guerrera, prometendo acabar com qualquer um que represente uma ameaça à existência do bebê Hope. Ao mesmo tempo, Elijah assiste, de mãos atadas, o descontrole de Hayley trazido pelo sofrimento com o luto da perda da filha e a sua adaptação à sua nova natureza como uma híbrido. Exilado pelos Guerrera, que agora controlam o French Quarter, Marcel ainda está lidando com a destruição de sua família vampira e tenta reconstruir a casa com a ajuda de Josh. Já Cami, que tenta conquistar algum senso de normalidade em sua vida, procura apoio em um lugar surpreendente. Para completar, Davina continua seu plano para usar Mikael contra Klaus, mas acaba perdendo o rumo ao conhecer um misterioso estranho chamado Kaleb, alguém que também conta com seus próprios segredos. |                            |                                                           |                     |                                             |                                             |                                   |
| 24 | 2                          | "Alive And Kicking" Bem Vivo"                             | Jeffrey Hunt        | Michelle Paradise & Michael Narducci        | 13 de outubro de 2014                       | 1.29                              |
| Conforme a tensão entre Elijah e Hayley aumenta, Klaus encoraja a nova híbrido recuperar sua posição dentro do bando dos lobisomens. Ainda sobre o controle de Davina, Mikael fica impaciente com a garota, que está tentando realizar um feitiço para proteger aqueles próximos a ela. Quando Elijah pede ajuda a Marvel para encontrar uma informação vital, o vampiro original é forçado a relembrar um tempo anterior, quando ainda se davam bem. Enquanto isso, Davina e Kaleb se veem em uma situação perigosa quando visitantes inesperados aparecem de penetra para um jantar. Finalmente, as suspeitas de Klaus aumentam após se encontrar com Cassie, algo que não sai de acordo com o planejado. |                            |                                                           |                     |                                             |                                             |                                   |
| 25 | 3                          | "Every Mother's Son" Filho De Toda Mãe"                   | Dermott Downs       | Christopher Hollier                         | 20 de outubro de 2014                       | 1.27                              |
| Klaus e Elijah recebem um convite enigmático de Esther, que continua a habitar o corpo da garota da colheita, Cassie, para jantar, o que faz com que os irmãos se preparem para o pior. Com a ajuda de uma nova bruxa chamada Lenore, Klaus, Elijah e Hayley tentam ficar um passo à frente de Esther, mas as coisas logo seguem por um caminho inesperado. Enquanto Elijah se vê, de forma relutante, tendo que juntar forças com Gia, uma vampira recém-transformada, Hayley se depara com uma proposta sedutora a respeito de seu novo status como híbrida após um encontro surpreendente com Esther. Finalmente, a mãe Mikaelson revela um segredo chocante sobre a infância de Klaus e conta o derradeiro plano para suas crianças. |                            |                                                           |                     |                                             |                                             |                                   |
| 26 | 4                          | "Live And Let Die" Viva & Deixe Morrer"                   | Jeffrey Hunt        | Ashley Lyle & Bart Nickerson                | 27 de outubro de 2014                       | 1.31                              |
| Sabendo que é apenas uma questão de tempo até que Klaus venha atrás deles, Davina leva Mikael para a cabana da família na floresta. Enquanto isso, Hayley descobre que Vincent está recrutando adolescentes para construir um exército de lobisomens, portanto pede a ajuda de Elijah e Marcel para resgatar o grupo. Após Cami, acidentalmente, revelar para Klaus o paradeiro de Davina, a sobrinha do padre Kieran resolve seguir ao lado do híbrido em uma tentativa de realmente entender o ódio enraizado que Klaus sente por seus pais. Já Kaleb, a pedido de sua mãe, vai atrás de Davina para localizar a estaca de carvalho branco perdida e é pego desprevenido ao se deparar com alguém na cabana. Para completar, Josh, que continua a questionar sua identidade como vampiro, se abre para um aliado inesperado.                                                                                             |                            |                                                           |                     |                                             |                                             |                                   |
| 27 | 5                          | "Red Door" Porta Vermelha"                                | Michael Robison     | Declan de Barra & Diane Ademu-John          | 3 de novembro de 2014                       | 1.09                              |
| Para mostrar a Elijah que seu plano é o melhor para ele, Esther força o filho a reviver um passado longínquo, quando ele amou uma jovem garota chamada Tatia. Com a ajuda de Marcel, Hayley está determinada a encontrar Elijah, que desapareceu, mas fica dividida ao descobrir que Klaus também está passando por problemas. Enquanto isso, Cami se vê em uma situação perigosa quando Mikael a faz refém para atrair Klaus. Ao mesmo tempo, Davina faz uma descoberta perturbadora sobre a identidade verdadeira de Kaleb. Para completar, um confronto violento acontece quando Klaus fica frente a frente com seu pai. |                            |                                                           |                     |                                             |                                             |                                   |
| 28 | 6                          | "Wheel Inside The Wheel" Roda Dentro De Roda"             | Matt Hastings       | Michael Russo & Michael Narducci            | 10 de novembro de 2014                      | 1.46                              |
| Cansado das artimanhas de sua mãe, Klaus fica agitado e exige que Esther solte Elijah, que foi capturado. No entanto, Esther resolve revelar alguns segredos obscuros do passado de Klaus em uma tentativa de fazer a ele uma oferta irrecusável. Enquanto isso, Oliver fica em uma situação perigosa, o que leva Hayley a se reconectar com Jackson, que está vivendo uma nova vida no bayou. Já Cami, que continua se sentindo culpada pela morte da bebê Hope, se junta a Marcel e Gia após suspeitar de seu orientador acadêmico, Vincent. Por fim, em uma surpreendente virada nos acontecimentos, Klaus se depara com um visitante de seu passado. |                            |                                                           |                     |                                             |                                             |                                   |
| 29 | 7                          | "Chasing The Devil’s Tail" Perseguindo A Cauda Do Diabo"  | Jesse Warn          | Carina MacKenzie & Christopher Hollier      | 17 de novembro de 2014                      | 1.44                              |
| Klaus descobre que Elijah está sendo acometido por uma mágica de Esther, portanto o Original segue rumo ao pântano em busca de um antídoto e logo percebe que não está sozinho. Enquanto isso, armada com as informações fornecidas por Aiden, Hayley se junta a ele, Marcel, Cami e Josh a fim de seguir em frente com uma ideia para acabar com Vincent, explorando uma de suas fraquezas. Ao mesmo tempo, Esther está determinada a continuar com seu plano, forçando Vincent e Kaleb a reconsiderar suas próprias estratégias. Intrigado com as tentativas constantes de Davina em criar um feitiço improvável, Kaleb revela alguns segredos de seu passado e leva a garota a um local frequentado por ele em 1914. |                            |                                                           |                     |                                             |                                             |                                   |
| 30 | 8                          | "The Brothers That Care Forgot" Os Irmãos Esquecidos"     | Michael A. Allowitz | Charlie Charbonneau & Michelle Paradise     | 24 de novembro de 2014                      | 1.26                              |
| Rebekah, que passou meses longe desfrutando de uma vida normal com a bebê Hope, se vê em fuga quando percebe que Esther descobriu seu paradeiro. Convencida que Vincent e Kaleb podem se tornar poderosos aliados na luta para acabar com a mãe, Klaus arquiteta um plano para convencer os irmãos a se virarem contra Esther. Já Hayley fica em conflito quando, junto a Jackson, se depara com um antigo ritual que faria com que os lobisomens saíssem do controle de Esther. No entanto, a magia requer um grande sacrifício por parte da híbrido. Mais tarde, Rebekah fica preocupada ao notar que algo mudou em Elijah. Para completar, Davina tenta resolver as coisas por contra própria, recorrendo à magia negra, ao mesmo tempo em que Cami se vê no centro de um plano perigoso de Esther. |                            |                                                           |                     |                                             |                                             |                                   |
| 31 | 9                          | "The Map Of Moments" Mapa Dos Momentos"                   | Leslie Libman       | Marguerite MacIntyre & Julie Plec           | 8 de dezembro de 2014                       | 1.41                              |
| Quando Rebekah nota uma mudança no comportamento de Elijah, ela pede a Klaus e Hayley que se encontrem com ela no esconderijo, reunindo-os com a bebê Hope. Depois de reviver as lembranças de ser um estranho no ninho, Kaleb se abre com Davina sobre seu ressentimento quanto aos irmãos e esclarece um pouco mais sobre um feitiço que criou em 1914. Enquanto isso, quando Cami descobre que o plano de Esther colocará sua vida em perigo, ela exige respostas de Vincent, que permanece inabalável em suas convicções. Em outro lugar, Esther faz uma aliança improvável que pode vir a ser perigosa para Klaus. E Hayley toma uma decisão que pode mudar seu relacionamento com Elijah para sempre. Por fim, enquanto Elijah continua lutando contra os efeitos remanescentes de ter sido capturado, Rebekah e Klaus elaboram um plano para derrubar sua mãe de uma vez por todas.                                 |                            |                                                           |                     |                                             |                                             |                                   |
| 32 | 10                         | "Gonna Set Your Flag On Fire" Atear Fogo A Sua Bandeira"  | Rob Hardy           | Ashley Lyle & Bart Nickerson                | 19 de janeiro de 2015                       | 1.52                              |
| Com Vincent à solta e obcecado em vingança, Klaus leva Cami para o esconderijo enquanto ele e Hayley voltam para o complexo. Hayley e Jackson criam um plano para unir os vampiros e lobisomens para considerem uma trégua, mas as tensões crescem quando Vincent faz um feitiço sob o complexo, prendendo os dois lados juntos. Enquanto isso, Elijah fica cada vez mais preocupado quando Rebekah não aparece no esconderijo, fazendo com que Klaus confronte Kol em busca de respostas. Por fim, depois de aceitar a oferta de sua mãe de tomar um novo corpo, Rebekah pede a ajuda da ex-garota da Colheita Cassie, quando descobre que está presa dentro de um manicômio. |                            |                                                           |                     |                                             |                                             |                                   |
| 33 | 11                         | "Brotherhood Of The Damned" Irmandade Dos Condenados"     | Sylvain White       | Diane Ademu-John & Kyle Arrington           | 26 de janeiro de 2015                       | 1.74                              |
| Armado com mais poderes do que nunca, Vincent cria um feitiço elaborado que permite que ele leve vantagem, prendendo seus irmãos Klaus e Elijah. Ao perceber que Kaleb também está em perigo, Davina não tem escolha a não ser juntar-se aos Originais para ajudar. Depois dos eventos mortais do episódio anterior, Marcel deve tentar acalmar seu grupo volátil de vampiros em sofrimento, enquanto lembra-se dos seus dias como um soldado na Primeira Guerra, quando suas habilidades de liderança foram igualmente postas à prova. Finalmente, Hayley se vê em conflito quando descobre que ela e Jackson devem participar de rituais extremos e pouco convencionais antes de seu casamento, o que vai colocar ambos em uma posição perigosa. |                            |                                                           |                     |                                             |                                             |                                   |
| 34 | 12                         | "Sanctuary" Santuário"                                    | Matt Hastings       | Declan de Barra & Michael Narducci          | 2 de fevereiro de 2015                      | 1.47                              |
| Após uma série de encontros estranhos, Rebekah fica intrigada com uma misteriosa garota que recentemente chegou ao hospício. Já no bayou, Hayley questiona se deve jogar limpo com Jackson a respeito dos segredos que está escondendo, e se surpreende quando ele compartilha sua própria informação escondida relacionada aos pais de Hayley. Ao mesmo tempo, após descobrir os detalhes de um ritual específico de casamento que Hayley e Jackson devem completar, Klaus segue para o bayou para dar um fim à situação, mas não sem antes se deparar com a avó de Jackson, Mary. Já Vincent continua determinado a descobrir o segredo que ele sabe que Klaus está escondendo e observa Marcel atrás de respostas. Por fim, quando Davina descobre que Josh e Marcel estão em perigo, ela pede a ajuda de Kaleb e Aiden para ajudá-la a resgatar os dois.                                                               |                            |                                                           |                     |                                             |                                             |                                   |
| 35 | 13                         | "The Devil Is Damned" O Diabo Está Condenado"             | Lance Anderson      | Christopher Hollier & Julie Plec            | 9 de fevereiro de 2015                      | 1.22                              |
| Mais perigoso do que nunca, Vincent continua um passo à frente após unir forças com uma poderosa figura de seu passado. Com a ameaça à vida de Hope crescendo, Klaus percebe que não tem escolha a não ser depositar sua confiança em seus irmãos, para garantir que a filha continue protegida. Enquanto isso, após ser presenteado com uma proposta tentadora, Kaleb é forçado a tomar uma decisão difícil de vida ou morte, e Elijah se vê lutando pela própria vida quando um visitante inesperado chega ao esconderijo. Para completar, Hayley e Jackson continuam a se preparar para o ritual de unificação, mas as coisas se complicam quando eles viram peões no plano perigoso de Vincent. |                            |                                                           |                     |                                             |                                             |                                   |
| 36 | 14                         | "I Love You, Goodbye" Eu Te Amo, Adeus"                   | Matt Hastings       | Carina MacKenzie & Michael Narducci         | 16 de fevereiro de 2015                     | 1.40                              |
| Com os preparativos finais para sua união com Jackson em andamento, Hayley começa a questionar se o ritual realmente vai funcionar. Após chegar ao complexo, Elijah tem um encontro tenso com Klaus e rapidamente suspeita que seu irmão pode estar tramando algo. Enquanto isso, Kaleb, que está escondendo um segredo devastador de Davina, procura ajuda de Rebekah quando percebe que o tempo não está ao seu lado. Por último, Cami faz uma revelação surpreendente envolvendo a bebê Hope. |                            |                                                           |                     |                                             |                                             |                                   |
| 37 | 15                         | "They All Asked For You" Todos Perguntaram Por Você"      | Matt Hastings       | Carina Adly MacKenzie & Michael Narducci    | 9 de março de 2015                          | 1.40                              |
| Quando um encontro perigoso com um clã de bruxas vingativas obrigam Rebekah a se aliar a Marcel, eles rapidamente descobrem que o corpo que Rebekah está atualmente habitando possui um passado complicado. Ao saber que a irmã está em perigo, Elijah vai atrás de uma bruxa anciã bastante respeitada, Josephine, na esperança de que ela possa oferecer ajuda. Enquanto isso, as tensões crescem quando Klaus bate de frente com Hayley e Jackson sobre a melhor maneira de proteger a bebê Hope de Finn. Em outro lugar, Freya convence Finn a levá-la até Mikael, o pai que ela não vê há mais de mil anos. Por último, um confronto com Freya leva Elijah e Klaus a questionarem se podem ou não confiar na irmã há muito tempo perdida. |                            |                                                           |                     |                                             |                                             |                                   |
| 38 | 16                         | "Save My Soul" Salve Minha Alma"                          | Kellie Cyrus        | Michael Russo                               | 16 de março de 2015                         | 1.25                              |
| Com suspeitas de onde sua lealdade realmente está, Klaus convida Freya para o complexo a fim de obter mais detalhes sobre seu passado com Dahlia. Após uma série de estranhas visões, Rebekah começa a perceber o corpo que ela está habitando está tentando recuperar o controle. Com a vida de Rebekah em risco, Marcel coloca suas habilidades de negociação à prova quando ele procura por Vincent, que pode ter algum conhecimento para poder ajudá-los. Por último, no bayou, as frustações de Jackson crescem após Aiden questionar sua capacidade de liderança. |                            |                                                           |                     |                                             |                                             |                                   |
| 39 | 17                         | "Exquisite Corpse" Corpo Extraordinário"                  | Dermott Downs       | Diane Ademu-John & Declan de Barra          | 6 de abril de 2015                          | 1.12                              |
| Quando o ressurgimento de Eva Sinclair deixa Rebekah presa e indefesa, Klaus é forçado a deixar de lado sua desconfiança em Freya a fim de salvar a vida de Rebekah. Enquanto isso, Hayley e Elijah aprendem mais sobre o passado violento de Eva através de Josephine, que, em seguida, faz uma revelação surpreendente sobre o futuro de Hayley. Com o tempo se esgotando para salvar Rebekah, Marcel se volta para um Vincent relutante querendo sua ajuda para derrubar Eva, mas seu plano toma um rumo inesperado enquanto Eva não vai desistir sem lutar. |                            |                                                           |                     |                                             |                                             |                                   |
| 40 | 18                         | "Night Has A Thousand Eyes" A Noite Tem Mil Olhos"        | Jesse Warn          | Ashley Lyle & Bart Nickerson                | 13 de abril de 2015                         | 1.01                              |
| Desesperado para encontrar uma maneira de vencer Dahlia, Klaus logo se vê cara a cara com outra ameaça mortal - Mikael. Enquanto isso, enquanto Hayley e Rebekah trabalham com Freya para rastrear o paradeiro de Dahlia, Elijah e Marcel preparam um esconderijo no Argel com a ajuda de Josephine. Em outro lugar, determinado em proteger Hayley e a bebê Hope, Jackson apresenta para Hayley uma ideia arriscada que a deixa em conflito. Por fim, Aiden se vê dividido entre sua lealdade com Jackson e sua aliança secreta com Klaus. |                            |                                                           |                     |                                             |                                             |                                   |
| 41 | 19                         | "When The Levee Breaks" Quando As Barreiras São Rompidas" | Bethany Rooney      | Marguerite MacIntyre                        | 20 de abril de 2015                         | 1.28                              |
| Preparando o terreno para um confronto sangrento, Dahlia dá a Klaus e Hayley um prazo para entregar a bebê Hope. Elijah tenta convencer Klaus de que eles precisam trabalhar juntos na luta contra a Dahlia, mas Klaus avança com o seu próprio plano perigoso, deixando todos preocupados com seus próximos passos. Enquanto isso, quando Hayley percebe que suas chances de ultrapassar Dahlia são escassas, ela elabora um plano arriscado e pede a ajuda de Aiden. Em outros lugares, Freya dá a Rebekah e Elijah um ultimato, e Marcel tenta estrategiar sobre a melhor forma de lidar com o comportamento irregular de Klaus. |                            |                                                           |                     |                                             |                                             |                                   |
| 42 | 20                         | "City Beneath The Sea" Cidade Sob O Mar"                  | Leslie Libman       | Carina Adly MacKenzie & Charlie Charbonneau | 27 de abril de 2015                         | 1.20                              |
| Quando Dahlia elabora uma maneira inteligente de chamar a atenção de Klaus, ela revela alguns detalhes surpreendentes sobre a bebê Hope e deixa ele com uma proposta tentadora a considerar. Em outros lugares, enquanto Elijah e Freya encontram-se com pontos de vista opostos sobre a melhor forma de lidar com prazo final de Dahlia, Rebekah, Davina e Cami trabalham em conjunto para chegar a uma estratégia própria. Enquanto isso, após um tenso impasse entre Elijah e Jackson no bayou, Hayley é deixada para tomar uma decisão difícil sobre ela e o futuro de Hope. Por fim, Vincent, que está ansioso para deixar seu passado de bruxo para trás, se aproxima de Davina com uma oferta que deixa ela intrigada. |                            |                                                           |                     |                                             |                                             |                                   |
| 43 | 21                         | "Fire With Fire" Fogo Com Fogo"                           | David Straiton      | Michael Narducci                            | 4 de maio de 2015                           | 1.14                              |
| Depois de descobrir que ele foi traído por seus próprios irmãos, Klaus se junta com um aliado improvável e parte em pé de guerra, duplamente focado em vingança. Em meio à notícia de que Klaus está à solta, Elijah, Rebekah e Freya seguem em frente com seu plano de atrair Dahlia ao complexo e derrubá-la de uma vez por todas. Enquanto isso, Hayley e Jackson tentam escapar pelo bayou inundado, assim como Marcel se vê caçado por uma nova ameaça perigosa. Por fim, Davina é apresentada à uma oferta que pode permitir a ela a chance de trazer Kol de volta, embora isso vai exigir a ela tomar uma decisão que pode mudar sua vida. |                            |                                                           |                     |                                             |                                             |                                   |
| 44 | 22                         | "Ashes To Ashes" Cinzas Às Cinzas"                        | Matt Hastings       | Diane Ademu-John & Christopher Hollier      | 11 de maio de 2015 22 de junho de 2015      | 1.19                              |
| Com o tempo se esgotando, o plano final de Klaus para proteger a bebê Hope a todo o custo continua a ganhar forma. Conforme as tensões entre os irmãos chegam a um ponto crítico, Cami revela uma peça vital de informação que faz com que Elijah e Rebekah reconsiderem o seu plano de ataque contra Dahlia. Davina encontra-se um passo mais perto de cumprir a promessa que ela fez para Kol, enquanto Freya é forçada a tomar medidas drásticas para proteger-se contra Dahlia. Em outros lugares, Marcel tem que deixar sua fúria por Klaus de lado, para proteger a si mesmo e a todos de sua linhagem. Enquanto isso, Vincent se vê dividido entre as perspectivas de uma vida livre de magia longe de Nova Orleans e uma obrigação pessoal para proteger Davina. Finalmente, com o seu plano arriscado pronto, os irmãos Mikaelson se prepararam para a luta de suas vidas.                                        |                            |                                                           |                     |                                             |                                             |                                   |

### Terceira Temporada
| Nº do episódio (Série) | Nº do episódio (Temporada) | Título original Título nacional                                                 | Direção           | Roteiro                                     | Exibição original Exibição nacional        | Audiência nos E.U.A. (Em milhões) |
| --- | -------------------------- | ------------------------------------------------------------------------------- | ----------------- | ------------------------------------------- | ------------------------------------------ | --------------------------------- |
| 45 | 1                          | "For The Next Millennium" Para O Próximo Milênio"                               | Lance Anderson    | Michael Narducci                            | 8 de outubro de 2015 26 de outubro de 2015 | 0.89                              |
| Meses após o confronto violento e mortal com a poderosa bruxa Dahlia, uma rachadura continua a dividir os irmãos Klaus e Elijah, enquanto Freya tenta encontrar uma forma de consertar as coisas na tentativa de fazer com que a família volte a ser o que era. Enquanto isso, as suspeitas de Klaus atingem o auge quando o Original descobre que um velho amigo vampiro, Lucien, chegou a Nova Orleans com interesses misteriosos envolvendo as linhagens remanescentes dos Mikaelson. Em outros lugares, Elijah questiona se realmente pode perdoar o irmão por suas ofensas anteriores, enquanto Hayley sofre com a maldição que a deixa na forma de loba no bayou. No French Quarter, Vincent e Cami ajudam o detetive Kinney após a revelação de uma série de descobertas macabras, o que faz com que eles acreditem que um assassino em série está à solta. Finalmente, Marcel, que ganhou novamente o controle do Quarter, tenta uma nova estratégia para recrutar vampiros, ao mesmo tempo em que Davina, agora a regente das bruxas, toma uma decisão que colocará ela e Marcel em lados diferentes de um crescente conflito. |                            |                                                                                 |                   |                                             |                                            |                                   |
| 46 | 2                          | "You Hung The Moon" Você Pendurou A Lua"                                        | Jeffrey Hunt      | Carina Adly MacKenzie                       | 15 de outubro de 2015                      | 1.12                              |
| Depois de descobrir que caçadores ilegais começaram a tirar os lobisomens do bayou, Elijah e Jackson ficam preocupados com a segurança de Hayley quando ela não consegue aparecer durante a lua cheia. Enquanto isso, Davina, a única com a resposta para o paradeiro de Hayley, cria maneiras de usar isso para sua própria vantagem. Em outros lugares, Cami aborda Klaus sobre sua teoria de quem está por trás da série de assassinatos no bairro francês, enquanto Lucien oferece a Elijah um aviso inquietante sobre a guerra entre as linhagens. Finalmente, depois de receber uma profecia terrível sobre o futuro dos irmãos Mikaelson, Klaus toma medidas extremas para determinar a validade desta potencial ameaça iminente. |                            |                                                                                 |                   |                                             |                                            |                                   |
| 47 | 3                          | "I'll See You In Hell Or New Orleans" Vou Te Ver No Inferno Ou Em Nova Orleans" | Michael Grossman  | Declan de Barra & Michelle Paradise         | 22 de outubro de 2015                      | 0.95                              |
| Com a tensão aumentando como nunca, Klaus e Elijah são forçados a se unirem a fim de descobrir os verdadeiros motivos de Lucien em Nova Orleans. Cami é pega de surpresa quando ela encontra-se cara a cara com Lucien e se surpreende quando ele revela algumas informações inesperada sobre o passado dele com Klaus. Em outros lugares, uma figura misteriosa apresenta uma oferta tentadora para Marcel, enquanto Hayley se volta para uma maneira não convencional de lidar com sua situação atual. Finalmente, um velho conhecido do passado de Elijah chega em Nova Orleans e oferece algumas novidades surpreendentes envolvendo a crescente ameaça aos irmãos Mikaelson. |                            |                                                                                 |                   |                                             |                                            |                                   |
| 48 | 4                          | "A Walk On The Wild Side" Uma Caminhada No Lado Selvagem"                       | Matt Hastings     | Ashley Lyle & Bart Nickerson                | 29 de outubro de 2015                      | 1.07                              |
| A fim de descobrir o que seu velho conhecido, Tristan, realmente está fazendo em Nova Orleans, Elijah considera a opção de comparecer a um baile organizado por um grupo misterioso de vampiros anciões chamado The Strix, ao mesmo tempo que Hayley convida-se para acompanhá-lo. Lá, Marcel é abordado por uma oferta tentadora feita por uma mulher misteriosa chamada Aya, mas ele logo percebe que as coisas não são o que parecem. Em outra parte, quando um componente vital para o plano de Lucien desaparece, ele e Klaus formam uma aliança provisória para encontrá-lo. |                            |                                                                                 |                   |                                             |                                            |                                   |
| 49 | 5                          | "The Axeman's Letter" A Carta do Machadeiro"                                    | Michael Allowitz  | Michael Russo & Diane Ademu-John            | 5 de novembro de 2015                      | 0.97                              |
| Enquanto a guerra entre as linhagens continuam a crescer, Klaus recebe a visita inesperada de uma figura de seu passado. Quando Elijah suspeita que Tristan está escondendo alguma coisa, ele pede a ajuda de Marcel para descobrir o que ele está tramando. Em outros lugares, Davina se esforça com o seu papel como Regente e procura o conselho de Hayley. Finalmente, um antigo segredo que é descoberto ameaça destruir os irmãos Mikaelson separando-os para sempre. |                            |                                                                                 |                   |                                             |                                            |                                   |
| 50 | 6                          | "Beautiful Mistake" Belo Erro"                                                  | Steven DePaul     | Christopher Hollier & Kyle Arrington        | 12 de novembro de 2015                     | 0.98                              |
| Quando Elijah e Freya percebem que Rebekah pode ser o mais recente alvo do plano da The Strix, eles fazem o que for preciso para protegê-la. Em outros lugares, Klaus passa um tempo com Aurora para descobrir onde suas lealdades estão, enquanto um encontro perigoso com um membro da The Strix leva Hayley e Marcel a fazerem uma descoberta inquietante. Finalmente, um elaborado esquema criado por Lucien deixa Cami se confrontando com uma decisão difícil de tomar e Detetive Kinney lutando por sua vida. |                            |                                                                                 |                   |                                             |                                            |                                   |
| 51 | 7                          | "Out Of The Easy" Sem Facilidade"                                               | Bethany Rooney    | Beau DeMayo & Michelle Paradise             | 19 de novembro de 2015                     | 0.80                              |
| Com uma iminente profecia terrível sobre eles, Klaus e Elijah convidam Lucien, Tristan e Aurora para se reunirem no dia de Ação de Graças em uma tentativa de negociar uma trégua. Quando Aurora revela que ela tem uma influência poderosa sobre Klaus, Hayley e Freya tomam o assunto em suas próprias mãos, levando a um confronto mortal triplo. Em outros lugares, Marcel e Vincent são forçados a tomar medidas drásticas quando eles percebem que Davina pode estar com sua mente sobrecarregada, e Cami encontra-se cara a cara com um nova ameaça perigosa. |                            |                                                                                 |                   |                                             |                                            |                                   |
| 52 | 8                          | "The Other Girl in New Orleans" A Outra Garota Em Nova Orleans"                 | Kellie Cyrus      | Michael Russo & Michael Narducci            | 3 de dezembro de 2015                      | 1.17                              |
| Depois de saber que a vida de Cami está em perigo e Aurora pode ser a culpada, Klaus é forçado a se envolver em mais um dos seus jogos tortuosos e segue uma série de pistas que ela deixou para trás para ele. Enquanto isso, Elias, Freya e Hayley tomam medidas drásticas contra Tristan quando eles descobrem que ele guarda uma valiosa peça da informação que eles precisam. Em outros lugares, Aya dá um ultimato para Marcel que o deixa com uma decisão difícil de tomar, enquanto as tensões entre Hayley e Jackson levam ela a reavaliar seu envolvimento nos assuntos de família dos Mikaelson. |                            |                                                                                 |                   |                                             |                                            |                                   |
| 53 | 9                          | "Savior" Salvadora"                                                             | Matt Hastings     | Carina Adly MacKenzie & Diane Ademu-John    | 10 de dezembro de 2015                     | TBA                               |
| Quando uma perigosa aflição ameaça expor um de seus irmãos, Freya procura uma maneira de reverter a maldição incapacitante, mesmo que ela se encontra como o mais recente alvo do plano de The Strix. Em outros lugares, Klaus mantém um olhar atento sobre Cami enquanto ela tenta ajudar o Detetive Kinney, cuja vida começou a sair do controle como resultado da compulsão de Lucien. Enquanto isso, um confronto com Marcel faz com que Vincent reavalie sua decisão de ficar fora dos assuntos das bruxas, e a tentativa de Hayley de ter um Natal tranquilo com Jackson e Hope resulta em uma surpresa inesperada. |                            |                                                                                 |                   |                                             |                                            |                                   |
| 54 | 10                         | "A Ghost Along The Mississippi" Um Fantasma Ao Longo Do Mississippi"            | Michael Grossman  | Declan de Barra                             | 29 de janeiro de 2016                      | TBA                               |
| Em consequência de um plano horrível que deixou Cami morta, Klaus declara guerra à Aurora e Tristan. Em outros lugares, Vincent, que retomou seu papel como Regente das bruxas de Nova Orleans, é forçado a usar sua magia contra a sua vontade, enquanto Hayley e Jackson se encontram peões em um distorcido jogo de Tristan. Finalmente, depois de saber que Tristan está na posse de uma arma poderosa que pode acabar com a sua família de uma vez por todas, Klaus, Elijah e Freya aprovam um plano arriscado que leva a um confronto tenso com os Strix. |                            |                                                                                 |                   |                                             |                                            |                                   |
| 55 | 11                         | "Wild At Heart" Coração Selvagem"                                               | John Hyams        | Ashley Lyle & Bart Nickerson                | 5 de fevereiro de 2016                     | TBA                               |
| Enquanto Klaus encontra-se lidando com assuntos urgentes em casa, Elijah relutantemente se alinha com Aya depois de saber que ela pode ter conhecimento de uma arma indescritível que poderia matar um vampiro Original para sempre. Enquanto isso, sozinha e afastada de seu grupo de bruxas, Davina desesperadamente fica em conflito depois que ela é abordada com uma oferta atraente que poderia levá-la a um passo de se reunir com Kol. |                            |                                                                                 |                   |                                             |                                            |                                   |
| 56 | 12                         | "Dead Angels" Anjos Mortos"                                                     | Darren Genet      | Kyle Arrington & Michael Narducci           | 12 de fevereiro de 2016                    | TBA                               |
| Quando uma arma poderosa que poderia derrubar o Mikaelsons para sempre acaba nas mãos erradas, Klaus se encontra em um tenso impasse com um improvável inimigo. Enquanto isso, a tentativa de Elijah de recuperar o controle da Strix leva a um confronto violento e o surgimento de um potencial novo líder. Em outro lugar, quando um novo grupo de bruxas tenta influenciar Davina em ajudá-los a localizar a arma indescritível, ela rapidamente percebe que pode estar em perigo. |                            |                                                                                 |                   |                                             |                                            |                                   |
| 57 | 13                         | "Heart Shaped Box" Caixa Em Forma De Coração"                                   | Chris Grismer     | Michelle Paradise & Christopher Hollier     | 19 de fevereiro de 2016                    | TBA                               |
| Determinada em fazer seu último movimento contra os irmãos Mikaelson, Aurora usa Freya como isca para atrair Klaus e Elijah em uma armadilha perigosa. Enquanto isso, depois de ser recrutada pelo poderoso grupo de bruxas da Strix para executar um feitiço que poderia salvar as vidas de seus amigos mais próximos, Davina encontra uma maneira de evocar Kol, a única pessoa que pode saber o ingrediente chave para completar o feitiço. Finalmente, Hayley é forçada a fazer um sacrifício doloroso. |                            |                                                                                 |                   |                                             |                                            |                                   |
| 58 | 14                         | "A Streetcar Named Desire" Um Bonde Chamado Desejo"                             | Matt Hastings     | Beau DeMayo & Diane Ademu-John              | 26 de fevereiro de 2016                    | TBA                               |
| Com a ameaça da profecia que paira sobre suas cabeças, Klaus e Elijah encontram-se inúteis dentro de uma armadilha mágica, enquanto o grupo de bruxas de Aya e da Strix avançam com um feitiço arriscado que pode acabar com um deles para sempre. Em outros lugares, Freya lida com o peso de recuperar seus irmãos e pede a ajuda de Marcel, Hayley e Stefan Salvatore, um velho amigo de Klaus, cuja chegada inesperada pode ser a chave para a sua sobrevivência. Finalmente, Davina avança com um plano perigoso, que lhe deixa a um passo mais perto de se reunir com Kol. |                            |                                                                                 |                   |                                             |                                            |                                   |
| 59 | 15                         | "An Old Friend Calls" Um Velho Amigo Chama"                                     | Jeffrey Hunt      | Carina Adly Mackenzie & Michael Russo       | 4 de março de 2016                         | TBA                               |
| Quando Klaus descobre que Cortez, um antigo vampiro com uma vingança contra ele, chega em Nova Orleans, ele se vê forçado a lidar com essa nova ameaça. Enquanto isso, quando Cortez começa a ameaçar a vida dos moradores inocentes, Vincent não tem escolha a não ser ajudar o vampiro vingativo em seu plano para derrubar Klaus. Em outros lugares, Marcel procura Davina querendo sua ajuda depois que vários membros da Strix somem, e Elijah confronta Hayley depois de saber que ela está lidando com a morte de Jackson em um caminho destrutivo. |                            |                                                                                 |                   |                                             |                                            |                                   |
| 60 | 16                         | "Alone With Everybody" Sozinho Com Todos"                                       | Hanelle Culpepper | Ashley Lyle & Bart Nickerson                | 1 de abril de 2016                         | TBA                               |
| Quando os rumores sobre a última bala de carvalho branco começam a se espalhar, inimigos perigosos chegam em New Orleans, na tentativa de derrubar Klaus de uma vez por todas. Como as ameaças continuam a crescer, Elijah convoca seus irmãos para se esconderem no complexo, enquanto Marcel, Vincent e Josh perseguem uma vantagem envolvendo uma vampira misteriosa chamada Sofya, que podem ter as respostas que eles estão procurando. Enquanto isso, as tensões dentro do complexo aumentam assim como Kol é forçado a ficar cara a cara com seu irmão Finn, a pessoa responsável pela sua morte. Em outros lugares, Klaus e Hayley procuram abrigo em sua antiga alcateia e tropeçam em cima de algumas notícias perturbadoras envolvendo a ameaça contra eles. |                            |                                                                                 |                   |                                             |                                            |                                   |
| 61 | 17                         | "Behind The Black Horizon" Por Trás Do Horizonte Negro"                         | Joseph Morgan     | Declan de Barra & Diane Ademu-John          | 8 de abril de 2016                         | TBA                               |
| Quando é descoberto que Freya foi raptada e está nas mãos de uma nova ameaça perigosa, os irmãos Mikaelson são obrigados a colocar de lado suas diferenças, a fim de salvá-la antes que seja tarde demais. Seguindo uma pista que os levam à Mystic Falls, Elijah e Finn encontram o delegado Matt Donovan, que não leva muito bem novos vampiros em sua cidade. Enquanto isso, Klaus e Hayley trabalham juntos para descobrir o motivo por trás de uma das agendas secretas de Lucien, enquanto uma mudança preocupante no comportamento de Kol deixa Davina preocupada com o seu futuro juntos. |                            |                                                                                 |                   |                                             |                                            |                                   |
| 62 | 18                         | "The Devil Comes Here And Sighs" O Diabo Vem Aqui E Suspira"                    | Jesse Warn        | Kyle Arrington & Michelle Paradise          | 15 de abril de 2016                        | TBA                               |
| Enquanto a cidade comemora o seu Festival Anual de Jazz, uma equipe improvável de inimigos dos Mikaelson junta forças para deixar Klaus como refém. Levando o peso de obter seu irmão de volta, Elijah e Freya enfrentam uma força poderosa nunca vista antes, enquanto Hayley e Cami colocam em movimento seu próprio plano arriscado para resgatar Klaus. Enquanto isso, quando o comportamento errático de Kol piora, Davina não tem escolha senão recorrer a Marcel e Vincent para obter ajuda. |                            |                                                                                 |                   |                                             |                                            |                                   |
| 63 | 19                         | "No More Heartbreaks" Sem Mágoas"                                               | Millicent Shelton | Celeste Vasquez & Michael Narducci          | 29 de abril de 2016                        | TBA                               |
| Em sequência de um encontro violento que deixou a vida de Cami por um fio, Klaus é forçado a confiar em sua família e aliados para encontrar uma cura enquanto ele mantém um olhar atento sobre Cami no Complexo. Com o tempo se esgotando, Freya volta-se para seu arsenal de feitiços, enquanto Vincent e Marcel vão para o apartamento de Cami para reunir um ingrediente crucial. Em outros lugares, Hayley e Elijah viajam para o bayou na esperança de trazer de volta um antídoto potencial que pode salvar a vida de Cami. Finalmente, Davina confronta Lucien e descobre algumas informações devastadoras que irão mudar seu futuro com Kol para sempre. |                            |                                                                                 |                   |                                             |                                            |                                   |
| 64 | 20                         | "Where Nothing Stays Buried" Onde Nada Fica Enterrado"                          | John Hyams        | Carina Adly MacKenzie & Christopher Hollier | 6 de maio de 2016                          | TBA                               |
| No despertar de um plano cruel que deixou sua família abalada, Klaus, Elijah e Freya procuram desesperadamente por uma maneira de acabar com Lucien de uma vez por todas. No entanto, seus esforços são deixados de lado por consequência de um pedido urgente de ajuda de Kol e Marcel. Por insistência de Klaus, Freya e Elijah relutantemente ficam para trás para oferecer sua ajuda, enquanto Klaus e Hayley vão para o bayou depois de descobrir o mais recente plano de Lucien. Uma vez lá, um confronto inesperado entre Klaus e Lucien obriga Freya tomar o assunto em suas próprias mãos, desencadeando uma série de eventos que irão mudar toda a sua vida para sempre. |                            |                                                                                 |                   |                                             |                                            |                                   |
| 65 | 21                         | "Give 'Em Hell Kid" Dê a eles o Inferno, Criança"                               | Jeffrey Hunt      | Ashley Lyle & Bart Nickerson                | 13 de maio de 2016                         | TBA                               |
| Depois de receber novas visões da iminente profecia, Freya descobre que sua família está em rota de colisão com um novo inimigo perigoso. Enquanto isso, com a ajuda de Detetive Kinney, Vincent e Kol viajam para o mundo ancestral para acabar com as bruxas e tomar de volta a sua cidade de uma vez por todas. Em outros lugares, Klaus e Elijah enfrentam Marcel depois de um plano de partir o coração dado errado e que o deixou arrrasado. |                            |                                                                                 |                   |                                             |                                            |                                   |
| 66 | 22                         | "The Bloody Crown" A Coroa De Sangue"                                           | Matt Hastings     | Beau DeMayo & Diane Ademu-John              | 20 de maio de 2016 6 de junho de 2016      | TBA                               |
| Depois de meses de ficarem frustrados com as ameaças perigosas e os ataques mortais, os irmãos Mikaelson finalmente ficam cara a cara com a única pessoa que poderia levar a sua morte final. Com as apostas maiores do que nunca e o Complexo invadido por um exército de seus mais antigos inimigos jurados, Klaus é levado a julgamento por séculos de atrocidades que ele cometeu. Enquanto isso, Marcel, que tem ficado cada vez pior e fora de controle depois de um ato de traição por aqueles mais próximos a ele, fica atordoado com a chegada inesperada de alguém de seu passado. Por fim, Elijah, Freya e Kol freneticamente procuram uma maneira de salvar sua família antes que seja tarde demais. |                            |                                                                                 |                   |                                             |                                            |                                   |

### Quarta Temporada
| Episódio # | Título original (Título no Brasil)                                            | Dirigido por          | Escrito por                             | Estreia original    | Audiência nos EUA (em milhões) |
| --- | ----------------------------------------------------------------------------- | --------------------- | --------------------------------------- | ------------------- | ------------------------------ |
| 1 | "Gather Up The Killers (Reúna Os Assassinos)"                                 | Lance Anderson        | Michael Russo & Michael Narducci        | 17 de março de 2017 | 1.06                           |
| No quinto aniversário da derrota de Klaus, Marcel é o rei da cidade e dá boas-vindas aos não-gerados novos vampiros em Nova Orleans, querendo apenas ter a certeza da ameaça que eles representam para seu governo, levando-o a buscar por um conselho de uma fonte improvável. Enquanto isso, quando Hayley se aproxima da cura que permitirá reviver Elijah e o irmãos Mikaelson do feitiço do sono, ela enfrenta uma tarefa final que a forçará a tomar uma decisão cruel. |                                                                               |                       |                                         |                     |                                |
| 2 | "No Quarter (Sem Clemência)"                                                  | Bethany Rooney        | Talicia Raggs & Michelle Paradise       | 24 de março de 2017 | 1.00                           |
| Depois de serem curados e acordados, os irmãos Mikaelson se juntam a Hayley em um esforço para resgatar Klaus do cativeiro – ainda que eles tenham que enfrentar Marcel no processo. Enquanto isso, os demônios de Klaus se materializam de maneiras inesperadas, a medida que sofre os efeitos da lâmina Tunde, e Vincent investiga uma assombração que provará ser muito mais sinistra do que ele poderia ter imaginado. |                                                                               |                       |                                         |                     |                                |
| 3 | "Haunter Of Ruins (Frequentador De Ruínas)"                                   | Jeffrey Hunt          | Carina Adly MacKenzie & Declan de Barra | 31 de março de 2017 | 1.04                           |
| Depois de cinco longos anos separados, Klaus tenta se reconectar com sua filha, Hope. Mesmo com o vículo do pai e da filha, o resto da família continua turbulenta. Elijah media um conflito entre Hayley e Freya para determinar a melhor maneira de proteger a família. Enquanto isso, em Nova Orleans, Vincent conta a Marcel segredos terríveis sobre sua ex-esposa, Eva Sinclair, enquanto eles começam sua busca por uma misteriosa bruxa que planeja sacrificar um grupo de crianças inocentes - incluindo Hope Mikaelson. |                                                                               |                       |                                         |                     |                                |
| 4 | "Keepers Of The House (Guardiões Da Casa)"                                    | Joseph Morgan         | Beau DeMayo & Christopher Hollier       | 7 de abril de 2017  | 1.12                           |
| Desesperada para salvar sua filha, Hayley volta-se para Marcel para ajudar a descobrir informações sobre a força misteriosa que está de olho sobre as crianças de Nova Orleans. Enquanto Klaus permanece escondido com Hope, Elijah e um Vincent relutante se juntam à caça, o que os coloca em um curso de colisão perigoso com uma nova ameaça improvável. Por fim, Freya e Keelin devem deixar de lado suas diferenças ao embarcarem em uma jornada que pode alterar a dinâmica de poder em Nova Orleans para sempre. |                                                                               |                       |                                         |                     |                                |
| 5 | "I Hear You Knocking (Eu Ouço Você Batendo)"                                  | Chris Grismer         | Kyle Arrington                          | 14 de abril de 2017 | 1.00                           |
| Depois de ser marcado pela magia negro do "The Hollow", Klaus e Marcel experimentam os sintomas de uma assombração malévola, forçando os dois adversários a um curso violento de colisão. Enquanto isso, Hayley e Elijah saem para falar com Mary depois que Hayley descobre uma misteriosa ligação entre a magia negra e sua antiga matilha de lobos. Por fim, enquanto Freya exausta arrisca sua própria vida para curar a infecção de Klaus, uma Keelin culpada deve decidir se deve honrar seu Juramento de Hipócrates e ajudar Freya, ou fugir dos Mikaelson para sempre.                                                                            |                                                                               |                       |                                         |                     |                                |
| 6 | "Bag Of Cobras (Saco De Cobras)"                                              | Jesse Warn            | Michael Russo & Michelle Paradise       | 28 de abril de 2017 | 0.96                           |
| Ao descobrir que o "The Hollow" empregou um servo misterioso para fazer sua oferta, Klaus e Elijah tornam-se anfitriões de uma festa elaborada a fim de atrair a nova ameaça e descobrir sua identidade. Sentindo um senso de responsabilidade pelo ressurgimento do "The Hollow", Vincent usa sua magia para ajudar os Mikaelsons a erradicar esta última ameaça. Enquanto isso, depois de descobrir informações sobre quem pode estar por trás da morte de seus pais, Hayley se volta para Freya para ajudar a desbloquear suas memórias daquele dia fatídico.                                                                                          |                                                                               |                       |                                         |                     |                                |
| 7 | "High Water And A Devil's Daughter (Que Venha A Chuva E A Filha do Diabo)"    | Charles Michael Davis | Celeste Vasquez & Carina Adly Mackenzie | 5 de maio de 2017   | 0.95                           |
| Ao descobrir que o último servo do The Hollow está solto, Freya coloca um feitiço de proteção no Complexo, forçando Klaus, Hayley e Hope a permanecer dentro dele. Enquanto isso, Elijah leva o assunto em suas próprias mãos quando Vincent está relutante em realizar um ritual perigoso e necessário para fortalecer sua defesa contra The Hollow. Finalmente, enquanto Freya desencadeia um plano arriscado que a confronta com sua mais recente ameaça, uma reviravolta inesperada deixa sua vida por um fio. |                                                                               |                       |                                         |                     |                                |
| 8 | "Voodoo In My Blood (Vodu Em Meu Sangue)"                                     | John Hyams            | Talicia Raggs & Christopher Hollier     | 12 de maio de 2017  | 1.24                           |
| Depois de serem convocados pelos ancestrais, Hayley e Klaus viajam para o mundo ancestral e se encontram cara a cara com Davina, ex-inimiga de Klaus e a única pessoa que sabe os segredos para acabar com The Hollow. Enquanto isso, velhas feridas são reabertas quando Elijah e Marcel são forçados a uma aliança difícil. Juntos, eles se encontram com Alaric, que tem rastreado um artefato crucial que poderia ajudar na sua luta contra The Hollow. |                                                                               |                       |                                         |                     |                                |
| 9 | "Queen Death (Morte Rainha)"                                                  | Nicole Rubio          | Beau DeMayo                             | 19 de maio de 2017  | 0.84                           |
| Quando The Hollow envia uma terrível mensagem para Vincent, ele deve se unir a Hayley e Freya para embarcar em uma missão desesperada para parar The Hollow de uma vez por todas - mesmo que isso requeira um sacrifício doloroso. Recusando-se a permitir que qualquer um de sua família pague um preço alto ao derrotar seu inimigo, Klaus faz uma aliança surpreendente e promulga um plano que ameaça mudar a família Mikaelson para sempre. |                                                                               |                       |                                         |                     |                                |
| 10 | "Phantomesque (Fantasmagórica)"                                               | Daniel Gillies        | K.C. Perry & Kyle Arrington             | 2 de junho de 2017  | 1.03                           |
| Depois dos devastadores acontecimentos do episódio anterior, Klaus pede que seus irmãos Rebekah e Kol voltem para casa e assim defender sua família contra a Hollow. Enquanto isso, Freya recruta Hayley em uma viagem perigosa que colocará suas vidas em risco - mas pode ser o único meio de salvar alguém que eles amam. Em outros lugares, as tensões aumentam quando Marcel lidera uma caçada atrás de Hollow - colocando-o em um curso de colisão com a pessoa que ele estava menos preparado para enfrentar. Finalmente, enquanto Kol continua a lamentar a perda de Davina, ele é forçado a considerar os votos de que ele iria vê-la novamente. |                                                                               |                       |                                         |                     |                                |
| 11 | "A Spirit Here That Won't Be Broken (Um Espírito Aqui Que Não Será Quebrado)" | Hanelle Culpepper     | Carina Adly MacKenzie & Michael Russo   | 9 de junho de 2017  | 0.89                           |
| Quando é descoberto que a Hollow está usando um totem mágico para canalizar seu poder, Freya recruta Rebekah e Klaus para ajudarem a localizá-la e destruí-la. Em outros lugares, um ultimato de Hollow põe Kol em desacordo com seus próprios irmãos, enquanto uma inesperada desavença força Marcel e Rebekah à confrontar as tensões crescentes entre eles. Por fim, o plano de Hollow para Hayley a obriga lutar pela própria vida. |                                                                               |                       |                                         |                     |                                |
| 12 | "Voodoo Child (Criança Vodu)"                                                 | Michael Grossman      | Michelle Paradise & Christopher Hollier | 16 de junho de 2017 | 1.01                           |
| Quando Hollow tem como alvo a Mikaelson mais vulnerável, Klaus é forçado à aliar-se com Vincent, que acredita que pode usar a própria magia negra de Hollow para derrotar a inimiga para sempre. Enquanto isso, como Marcel preocupa-se com o plano de Vincent dar errado, o Rei de Nova Orleans toma uma decisão mortal em um plano B por conta própria. Em outros lugares, depois de tornar-se vítima das manipulações de Hollow, Hayley luta para descobrir o futuro de Hope em Nova Orleans, enquanto Freya confronta seus piores medos. |                                                                               |                       |                                         |                     |                                |
| 13 | "The Feast Of All Sinners (O Festim De Todos Os Pecadores)"                   | Bethany Rooney        | Michael Narducci                        | 23 de junho de 2017 | 0.80                           |
| Os Mikaelsons se encontram sem opções à medida que enfrentam a entidade totalmente poderosa e imortal, conhecida como The Hollow. Com a vida de Hope em jogo, Vincent propõe um plano final, desesperado - que forçará Klaus, Elijah, Hayley, Rebekah e Freya para fazer o maior sacrifício que sua família já suportou. |                                                                               |                       |                                         |                     |                                |